# Кирлеуцьке озеро
Кирлеу́цьке — солоне озеро в системі Перекопських озер, у Красноперекопському районі АР Крим. Довжина 13,2 км, ширина 3 км, площа 20,8 км², пересічна глибина 0,3 м, найбільша глибина 0,6 м (дані 1980). Улоговина видовженої форми. Береги, крім південних, високі (6–13 м), стрімкі. У південній частині озера багато острівців. Живлення за рахунок водообміну з Айгульським озером та Кияцьким озером, а також підземних вод, частково — поверхневого стоку. Солоність влітку 26–27 ‰, під час дощів зменшується до 20–21 ‰. У посушливий період відбувається природне осідання солі. Донні відклади представлені сталево-сірими мулами з кристалами солі (загальна товща становить до 5–8 м). На південному березі озера розташоване село Істочне.

## Виноски
1. 1 2  А. М. Оліферов (2013). Кирлеуцьке. Енциклопедія сучасної України (електронне видання). Інститут енциклопедичних досліджень НАН України. Архів оригіналу за 11 Березня 2018. Процитовано 8 березня 2018. (англ.)
2. ↑   Кирлеуцьке озеро. // Українська радянська енциклопедія : у 12 т. / гол. ред. М. П. Бажан ; редкол.: О. К. Антонов та ін. — 2-ге вид. — К. : Головна редакція УРЕ, 1974–1985. — Т.5. — 1980.